# Румбос, Петрос
Петрос Румбос (греч. Πέτρος Ρούμπος, Георгитси, 1873, Лакония — 1942, Афины) — греческий скульптор, художник и иллюстратор, конца XIX — начала XX века.

## Биография
Румбос родился в селе Георгитси, Лакония в 1873 году. Учился в Афинской школе изящных искусств живописи и скульптуре у Литраса и Врутоса. Однако есть исследователи, оспаривающие этот факт и считающие что Румбос -самоучка, на которого огромное влияние оказал Томопулос, Томас.
Среди его работ множество портретов и бюстов, таких как архитектора Захоса, театрального писателя Полибия Димитракопулоса, революционера Ригаса Фереоса, Афанасия Дьяка на Марсовом поле.
Мраморный бюст поэта Лорендзоса Мавилиса установлен на одноимённой площади Афин. Румбос реалистически отобразил черты и личность поэта, поскольку сам Мавилис, в 1912 году, в возрасте 53 лет, позировал Румбосу, перед своей героической смертью в бою в Балканские войны. Бюст Мавилиса был установлен на площади муниципалитетом Афин, в 1938 году. 3 копии этого бюста установлены на острове Керкира, в Янина (город) и в здании Общества греческих литераторов.
Работы Румбоса включают в себя надгробные композиции, такие как семьи Афиногенус (1910), с сидящей крылатой фигурой, (Первое афинское кладбище), а также Монумент Священников в Триполи, с рельефными изображениями боёв жителей Аркадии в годы Греческой революции. Румбос также воздвиг монументы в Магула Лаконии и на острове Хиос.
Петрос Румбос умер в Афинах, во время оккупации, в феврале 1942 года.
- Бюст поэта Лорнедзоса Мавилиса
(пл. Мавилиса, Афины)
- Портрет литератора Периклиса Яннопулоса
(рисунок с фотографии)